# باول كول
باول كول (بالإنجليزية: Paul Coll) هو لاعب إسكواش نيوزلندي، ولد في 9 مايو 1992 في غرايموث في نيوزيلندا.

## وصلات خارجية
- باول كول على موقع الاتحاد الدولي لمحترفي الاسكواش (مؤرشف) (الإنجليزية)
- باول كول على موقع SquashInfo.com (الإنجليزية)
- باول كول على موقع اللجنة الأولمبية النيوزيلندية (الإنجليزية)
- باول كول على موقع اتحاد ألعاب الكومنولث (مؤرشف) (الإنجليزية)